# Petter Thoresen (hockey sur glace)
Petter Thoresen (né le 25 juillet 1961 à Oslo en Norvège) est un joueur professionnel de hockey sur glace qui évoluait au poste d'ailier entre 1979 et 1995. À la suite de sa carrière de joueur, il devient entraîneur de hockey sur glace. Il remporte à plusieurs reprises le titre de champion de Norvège, aussi bien en tant que joueur qu'en tant qu'entraîneur.
Il est le père de deux joueurs de hockey professionnels : Steffen Thoresen et Patrick Thoresen.

## Biographie
Thoresen commence sa carrière de joueur de hockey sur glace en 1979 avec le SK Forward. Lors de cette même saison, il joue avec l'équipe de Norvège pour les Jeux olympiques d'hiver. La saison suivante, il rejoint le club de Hasle-Løren IL puis en 1982-1983, il évolue avec Manglerud Star Ishockey.
En 1984-1985, il remporte le premier titre de sa carrière avec le titre de champion de Norvège avec l'équipe de sa ville natale, Vålerenga Ishockey. Le club est champion en 1985, 1987, 1988 et 1991. À la suite de ce titre, il quitte le club et signe avec les Storhamar Dragons pour quatre saisons. Il remporte une nouvelle fois le titre en 1994-1995 puis au cours de la saison suivante, il quitte la glace pour prendre le rôle d'entraîneur pour Storhamar. Son équipe finit à la première place du classement de la saison régulière puis remporte les séries éliminatoires. Thoresen et Steffan Tolson (Vålerenga Ishockey) sont désignés meilleurs entraîneurs de la saison. Thoresen conduit son équipe à un troisième titre consécutif en 1996-1997.
En 2000, Thoresen retourne au sein du club du Vålerenga Ishockey et dès la saison 2001-2001, il remporte à nouveau le titre de champion du pays  puis en 2003-2004. À la suite de ce nouveau titre, il prend le poste d'entraîneur pour les Dragons, poste qu'il occupe jusqu'en 2009.
Il signe alors pour l'équipe des Stavanger Oilers et conduit sa nouvelle équipe au titre de champion à la fin des séries. Les Oilers jouent la finale des séries 2010-2011 mais ils sont battus par le Sparta Sarpsborg. D'un point de vue personnel, Thoresen est désigné meilleur entraîneur de la saison. Sous la direction de Thoresen, les joueurs de Stavanger sont sacrés champions en 2012 et 2013.
Après avoir remporté le groupe E de qualification, les Oilers jouent en janvier la Super finale de la Coupe continentale 2013-2014 dans la patinoire des Dragons de Rouen. Avec deux victoires et une défaite en prolongation, les Oilers se classent premiers de la finale en prenant le meilleur sur les Donbass Donetsk. Deuxièmes de la saison régulière, Thoresen et les Oilers remportent un quatrième titre de champion de Norvège en battant Vålerenga en finale 4-2.

## Trophées et honneurs personnels

### En tant que joueur
- 1984-1985 : champion de Norvège avec le Vålerenga ishockey
- 1986-1987 : champion de Norvège avec le Vålerenga ishockey
- 1987-1988 : champion de Norvège avec le Vålerenga ishockey
- 1990-1991 : champion de Norvège avec le Vålerenga ishockey
- 1994-1995 : champion de Norvège avec les Storhamar Dragons

### En tant qu'entraîneur
- 1995-1996 :
  - champion de Norvège avec les Storhamar Dragons
  - meilleur entraîneur de la ligue
- 1996-1997 : champion de Norvège avec les Storhamar Dragons
- 1999-2000 : champion de Norvège avec les Storhamar Dragons
- 2000-2001 : champion de Norvège avec le Vålerenga ishockey
- 2003-2004 : champion de Norvège avec le Vålerenga ishockey
- 2009-2010 : champion de Norvège avec le Stavanger ishockeyklubb
- 2010-2011 : meilleur entraîneur de la ligue
- 2011-2012 : champion de Norvège avec le Stavanger ishockeyklubb
- 2012-2013 : champion de Norvège avec le Stavanger ishockeyklubb
- 2013-2014 : 
  - vainqueur de la Coupe Continentale avec le Stavanger ishockeyklubb
  - champion de Norvège avec le Stavanger ishockeyklubb
- 2014-2015 : champion de Norvège avec le Stavanger ishockeyklubb
- 2015-2016 : champion de Norvège avec le Stavanger ishockeyklubb